# Grieskirchen
Grieskirchen – miasto powiatowe w Austrii, w kraju związkowym Górna Austria, siedziba powiatu Grieskirchen. Leży w regionie Hausruckviertel. W 2015 roku liczyło 4 843 mieszkańców. 

## Kultura i zabytki
- zamek Das Landschloss Parz: wykonany z istotnych fresków zewnętrznych. Jest zaliczany do najbardziej okazałych zamków renesansowych w Górnej Austrii, który w połączeniu z zamkiem wodnym Das Wasserschloss Parz tworzy jeden zespół
- zamek Schloss Tollet: renesansowy z 1601–1611. Znajduje się w sąsiedniej gminie Tollet. Pierwsze umocnienia sięgają do 1170 roku
- zamek Schloss Reinleiten: nie posiada już swojej pierwotnej formy. Został przebudowany przez Georga Wagenleithnera na początku XX wieku w szpital, który dzisiaj należy do zakonu franciszkanów
- kościół parafialny pw. św. Marcina (Stadtpfarrkirche St. Martin):  został zbudowany w stylu gotyckim, później został przebudowany na styl barokowy
- kaplica Anny Annakapelle: z późniejszych czasów gotyku z XV wieku z żebrowym sklepieniem i ołtarzem w stylu wczesnego baroku (połowa XVII wieku)
- dom mieszczański Bürgerhaus am Stadtplatz 40: wybudowany pod koniec XVI wieku, portal renesansowy 1604, rogiem zatoki. Dzisiaj znajduje się tam gospoda „Zum weißen Kreuz” (pol. „Pod białym krzyżem”)
- studnia Karbrunnen: w średniowieczu szalał niszczycielski ogień
- kolumna Trójcy Przenajświętszej Dreifaltigkeitssäule: ufundowana przez Johanna von Hoheneck. Stała do 1972 w dzielnicy Unternberg, obok mostu (Trattnachbrücke), od 1979 znajduje się na placu Pühringerplatz
- cmentarz Sebastiana Sebastianfriedhof